# Horizons (Buch)
Horizons ist der Titel eines Buches von Norman Bel Geddes aus dem Jahr 1932.
Er entwirft darin ein Zukunftsbild von Gebäuden und Transportmitteln mit Stromlinienförmigkeit als besonderem Kennzeichen. Als Zeithorizont wird etwa das Jahr 1960 gesehen. Dieses Buch kann als Vertreter der Designära des American Streamlined Design gelten.